# Castelul Rhédey-Rothenthal din Seuca

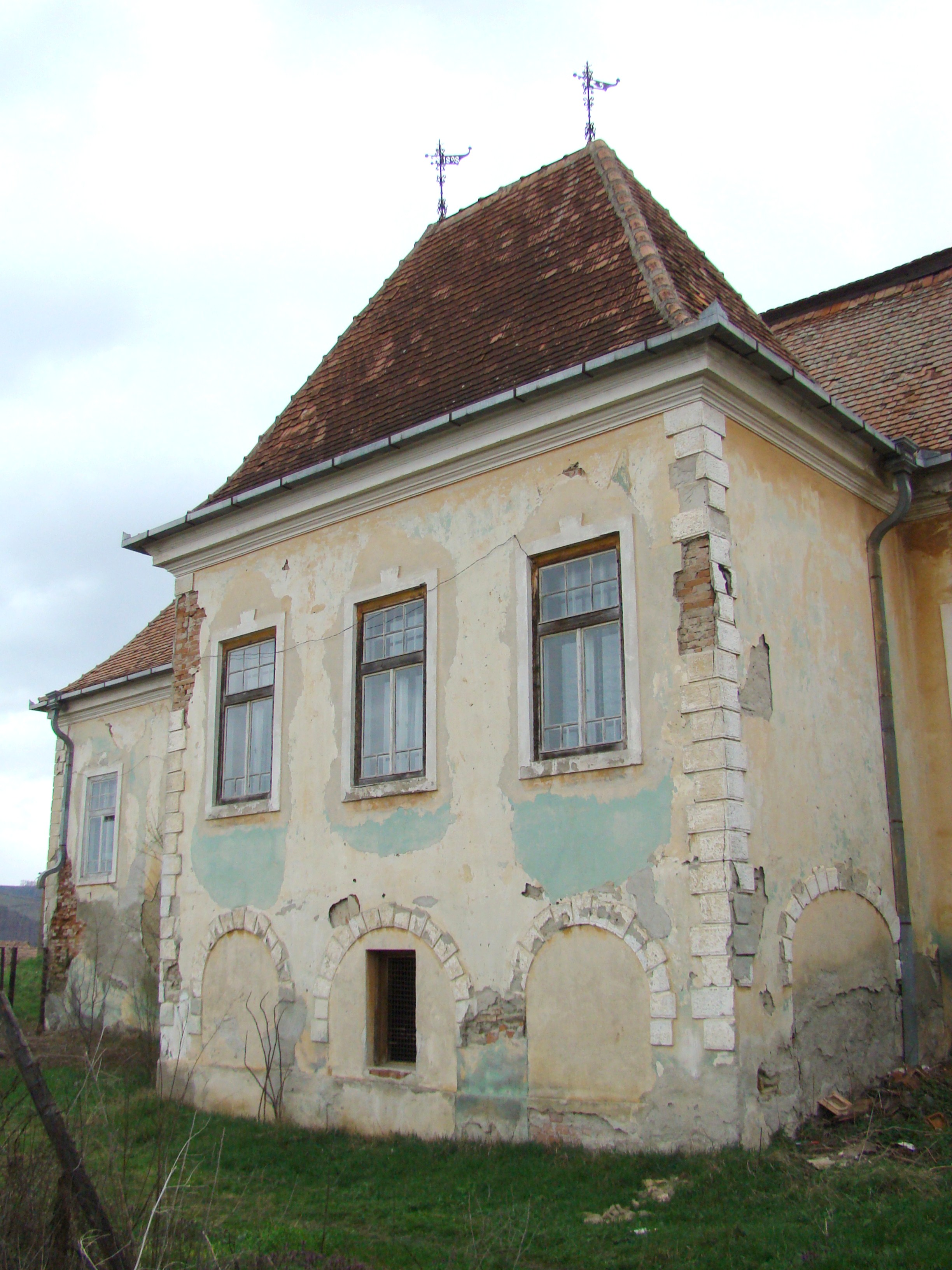
Corpul A, construit în secolul XVIII (foto: aprilie 2013)

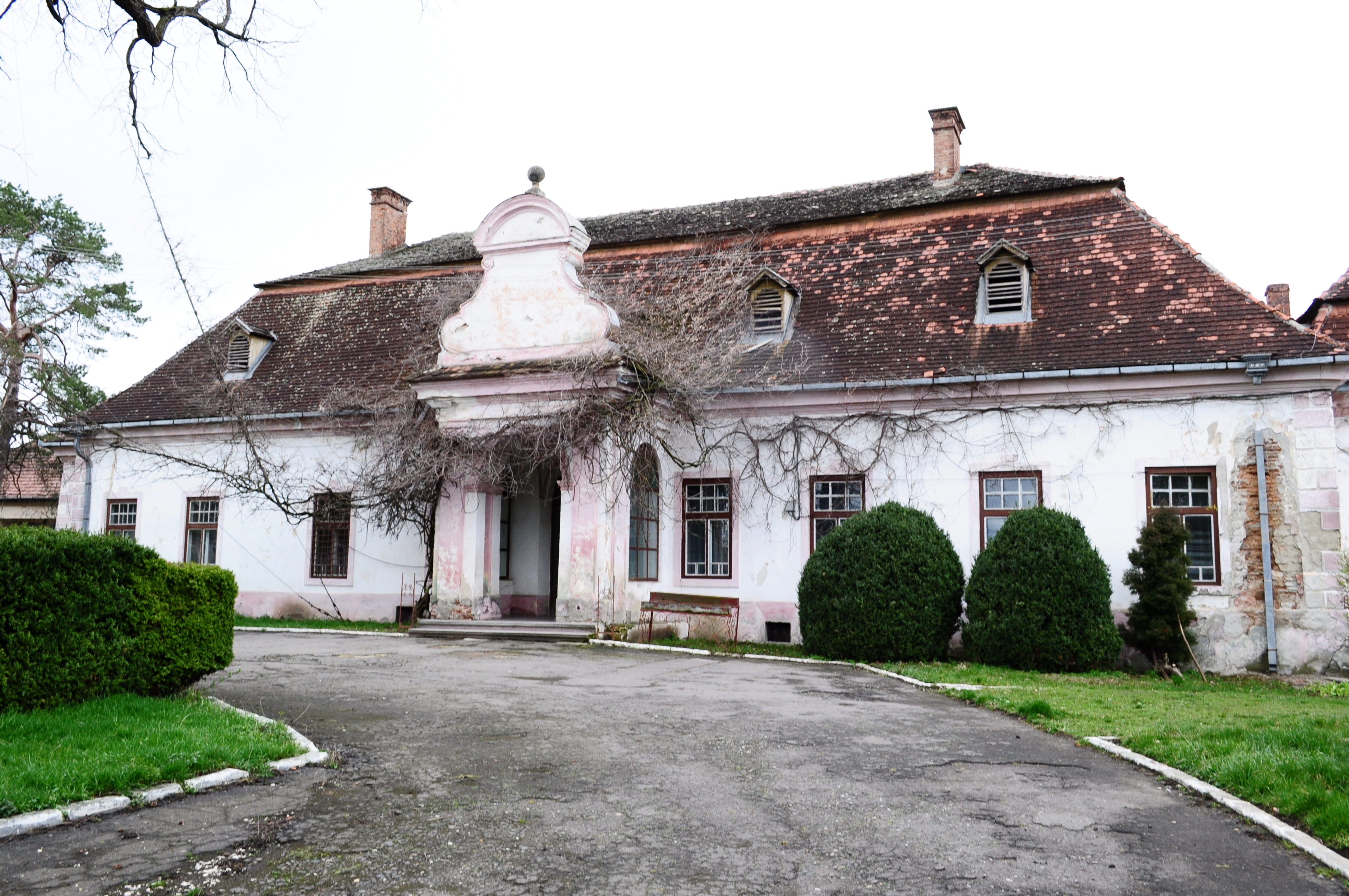
Corpul B, cu un portic format din pilaștri, o arcadă de dimensiune mică și un fronton baroc.

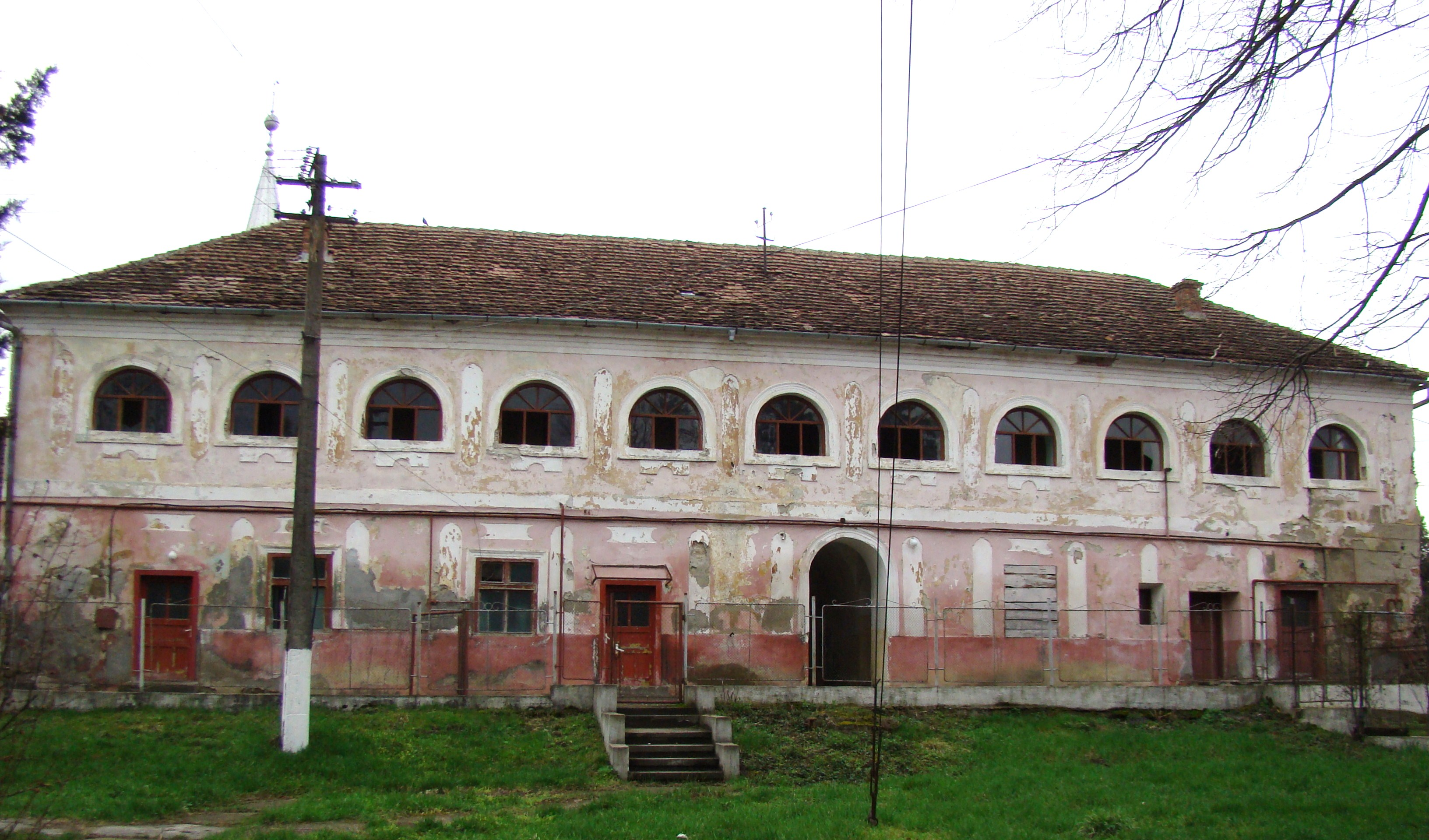
Casa de oaspeţi cu un plan ce aminteşte de castelul din Urmeniş.

Castelul Rhédey-Rothenthal din Seuca este un ansamblu de monumente istorice aflat pe teritoriul satului Seuca, comuna Gănești. În Repertoriul Arheologic Național, monumentul apare cu codul 116947.02.01.
Ansamblul este format din două monumente:
- Castelul Rhédey-Rothenthal, Corp A (cod LMI MS-II-m-A-15678.01)
- Castelul Rhédey-Rothenthal, Corp B (cod LMI MS-II-m-A-15678.02)

## Istoric
Ansamblul, aparținând stilului baroc, a fost construit, în primă etapă, în secolul al XVIII-lea. A aparținut în prima jumătate a secolului al XIX-lea familiei contelui Rhédey, iar în urma căsătoriei contesei Stefánia Rhédey cu baronul István Wesselényi în 1859, domeniul a intrat în posesia familiei Wesselényi. Din căsnicia lor s-au născut doi copii: Sarolta, soția contelui Ödön Bethlen din 1882 și Margit, care s-a căsătorit cu baronul Henrik Rothenthal în 1891. Cuplul Rothenthal a fost proprietarul domeniului din Seuca, probabil ei au inițiat și reconstrucția clădirii, acest moment este consemnat și de data de 1898 pe o giruetă. Cei doi nu au avut copii, astfel încât domeniul a intrat după 1918 în posesia contesei Sarolta Wesselényi, soția lui Ödön Bethlen (1860–1928), după care castelul a fost moștenit de fiica sa, Stefánia Bethlen (1885–1975), ce s-a căsătorit în 1911 cu baronul Artúr Petrichevich-Horváth.
La naționalizarea din 1948 domeniul a intrat în posesia unei asociații agricole, care a dat ulterior faliment, domeniul fiind în prezent în administrarea Agenției Domeniilor Statului. Deși urmașul lui Artúr Petrichevich-Horváth este încă în viață, nu a revendicat clădirea.

## Trăsături
Ansamblul, care după elementele stilului baroc pare să fi fost construit în secolul al XVIII-lea, era înconjurat de un parc mare. Clădirea principală, de plan pătratic, este însoțită de mai multe construcții de diferite dimensiuni și de diferite planuri. Casa de oaspeți, de mari dimensiuni, avea la parter o bucătărie și alte spații gospodărești, iar la etaj erau camerele de oaspeți cu ieșire la o prispă acoperită, cu arcade.

## Imagini

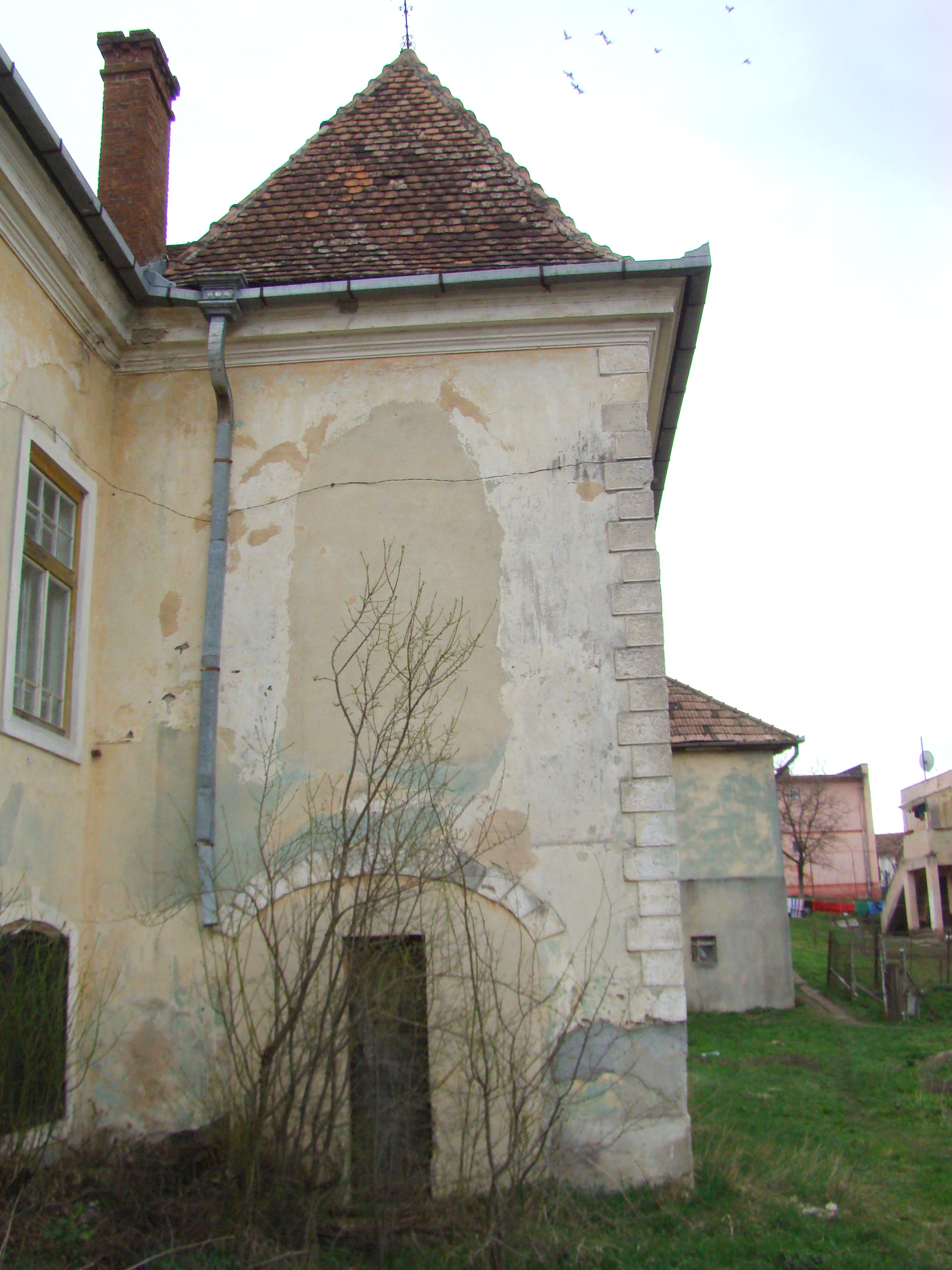
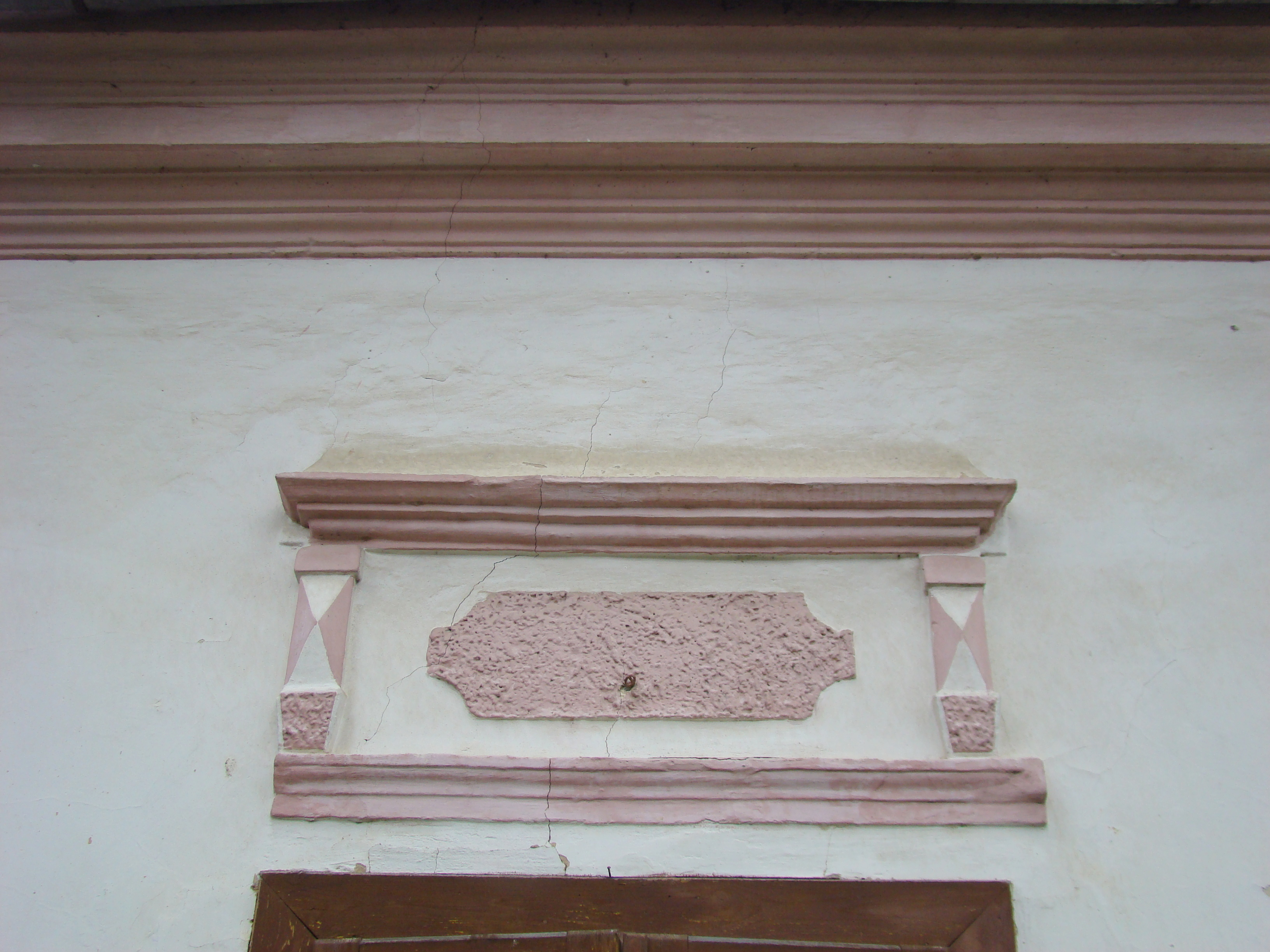
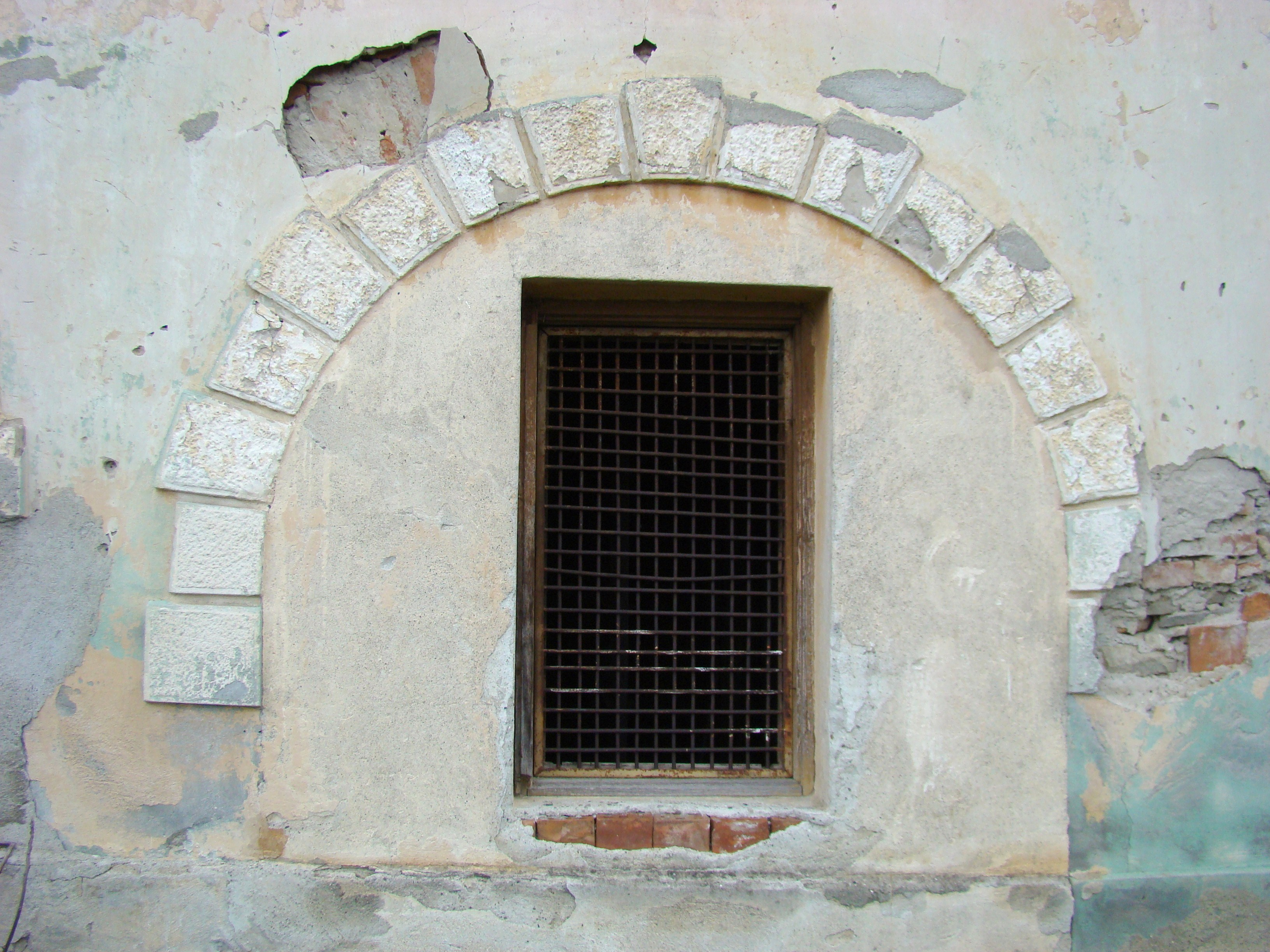
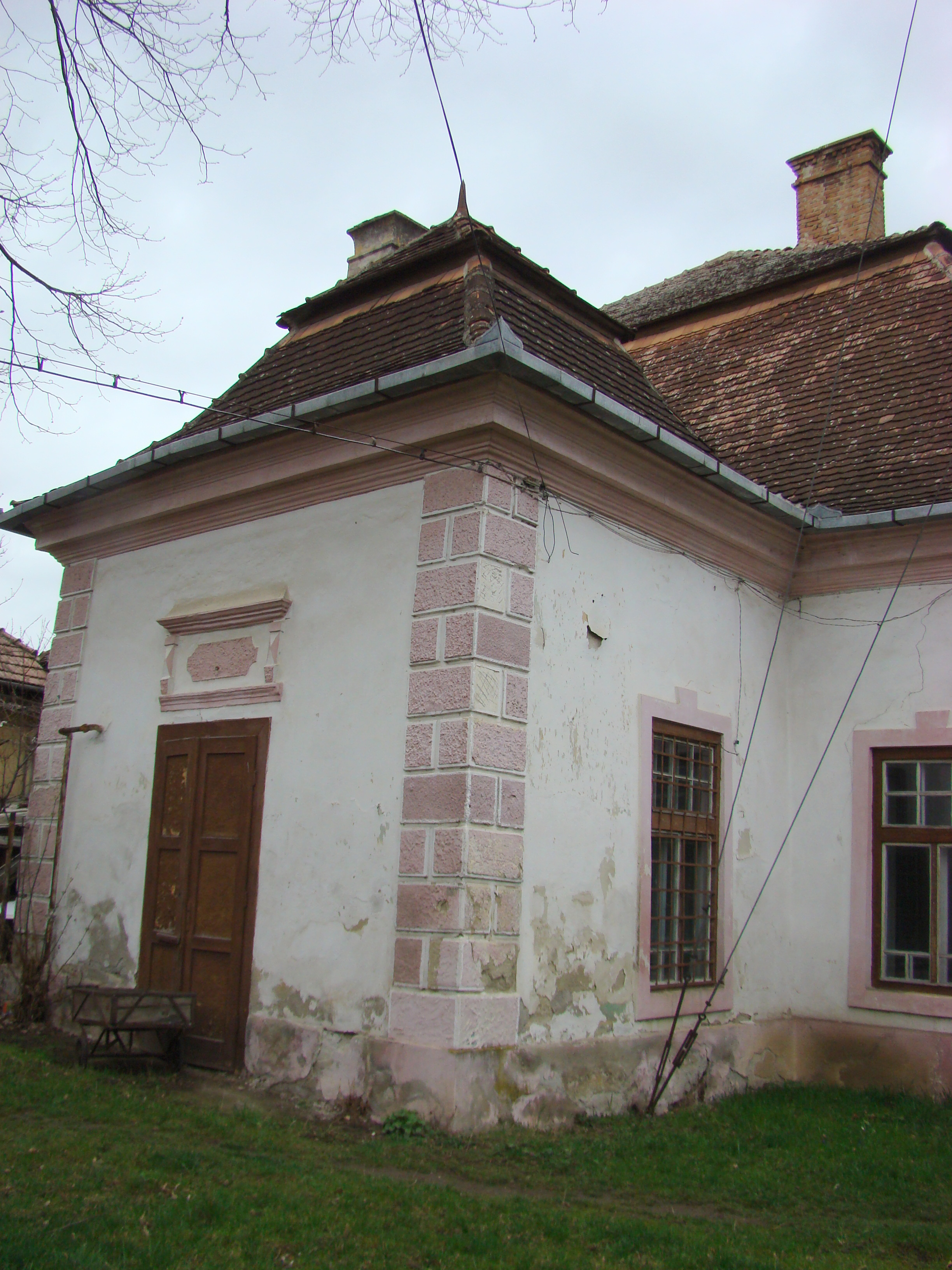
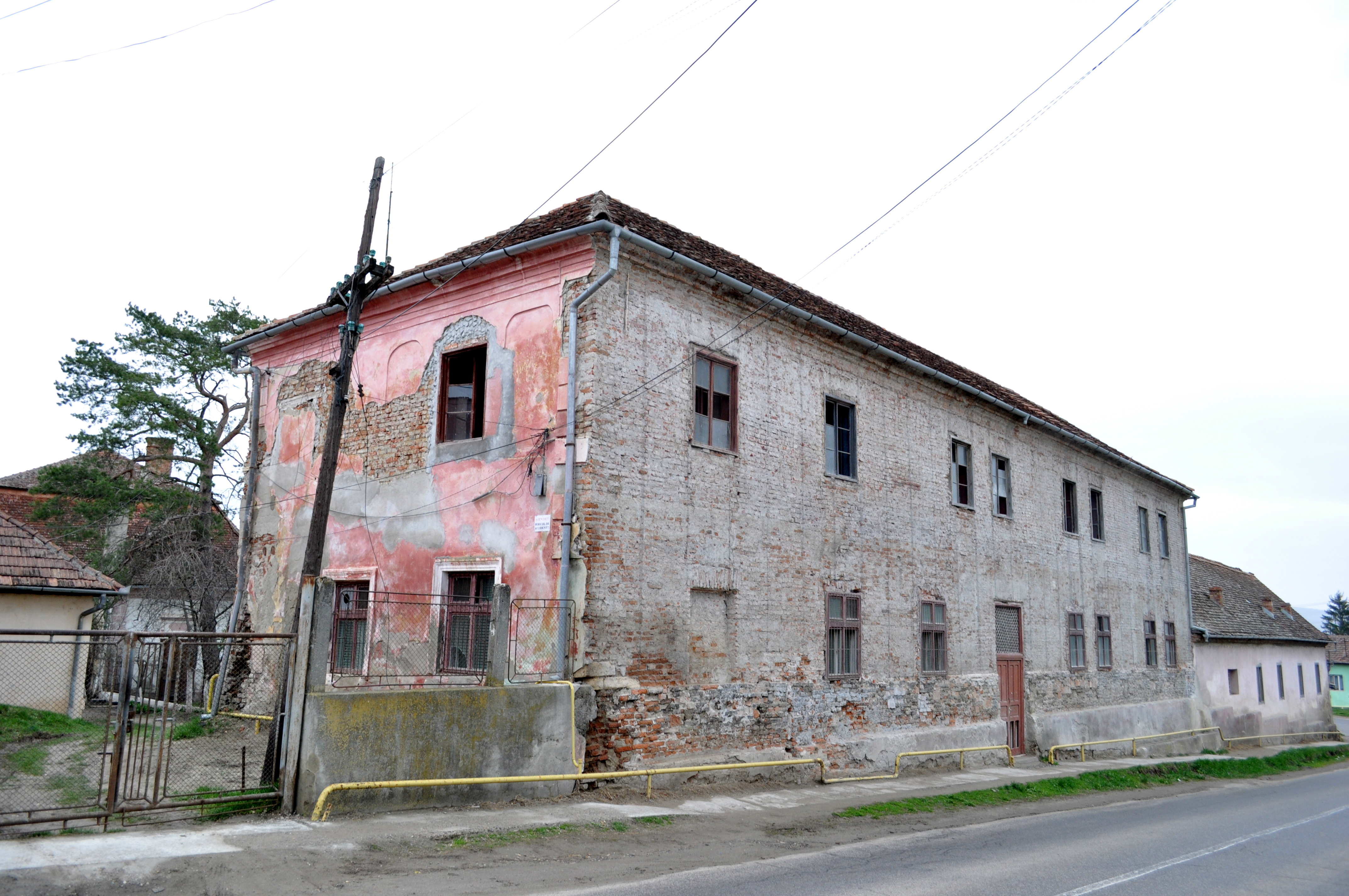
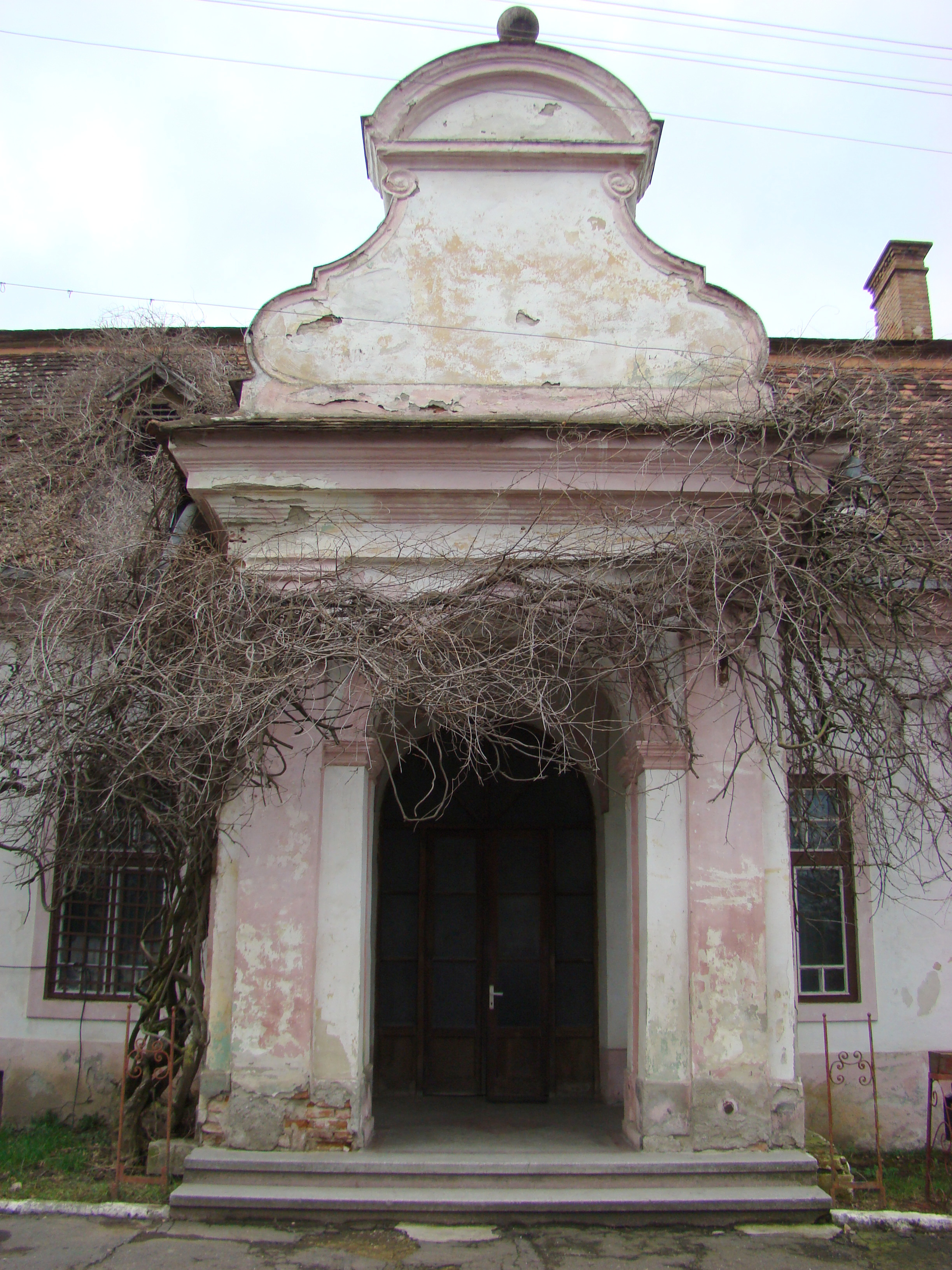
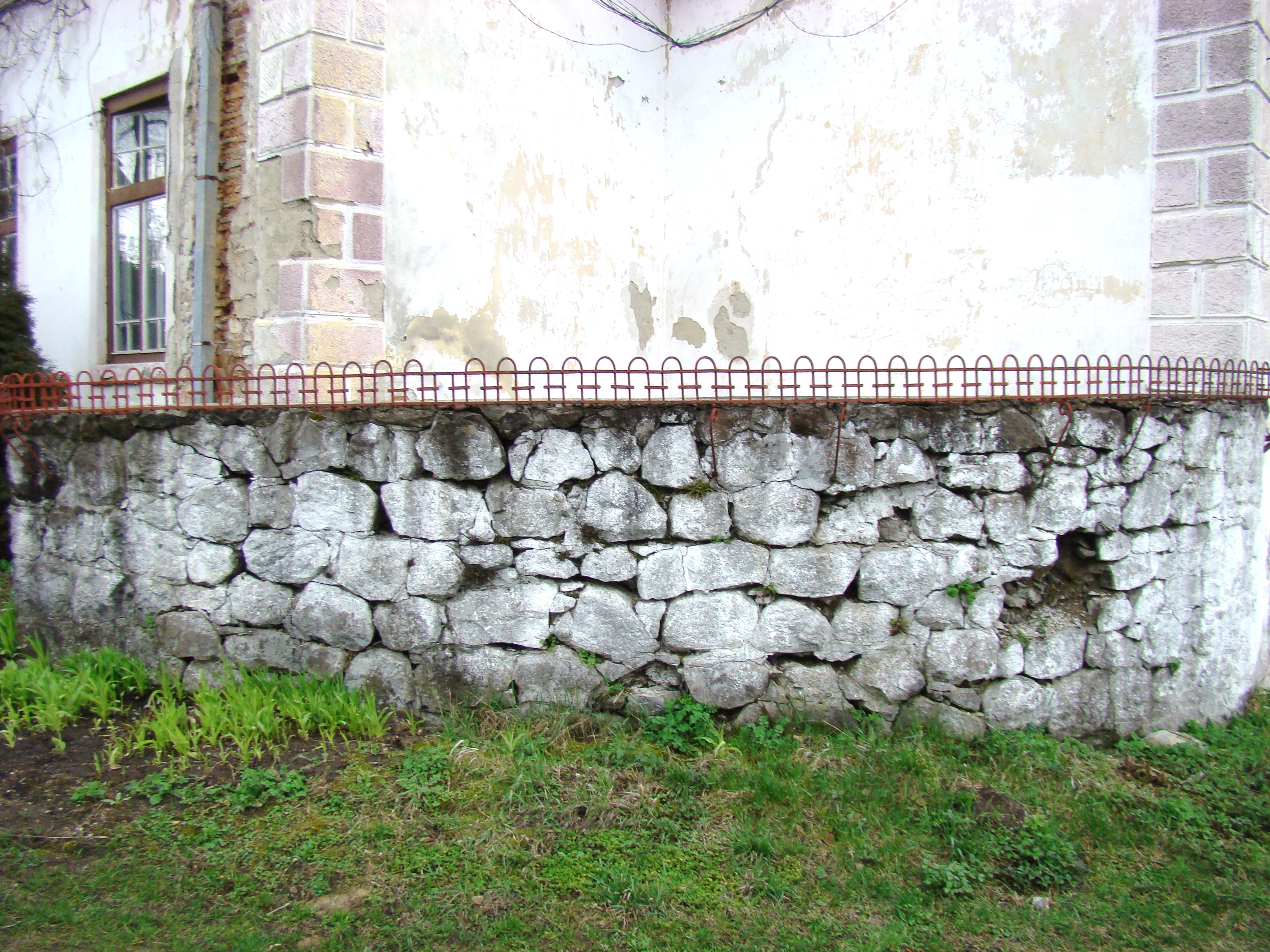
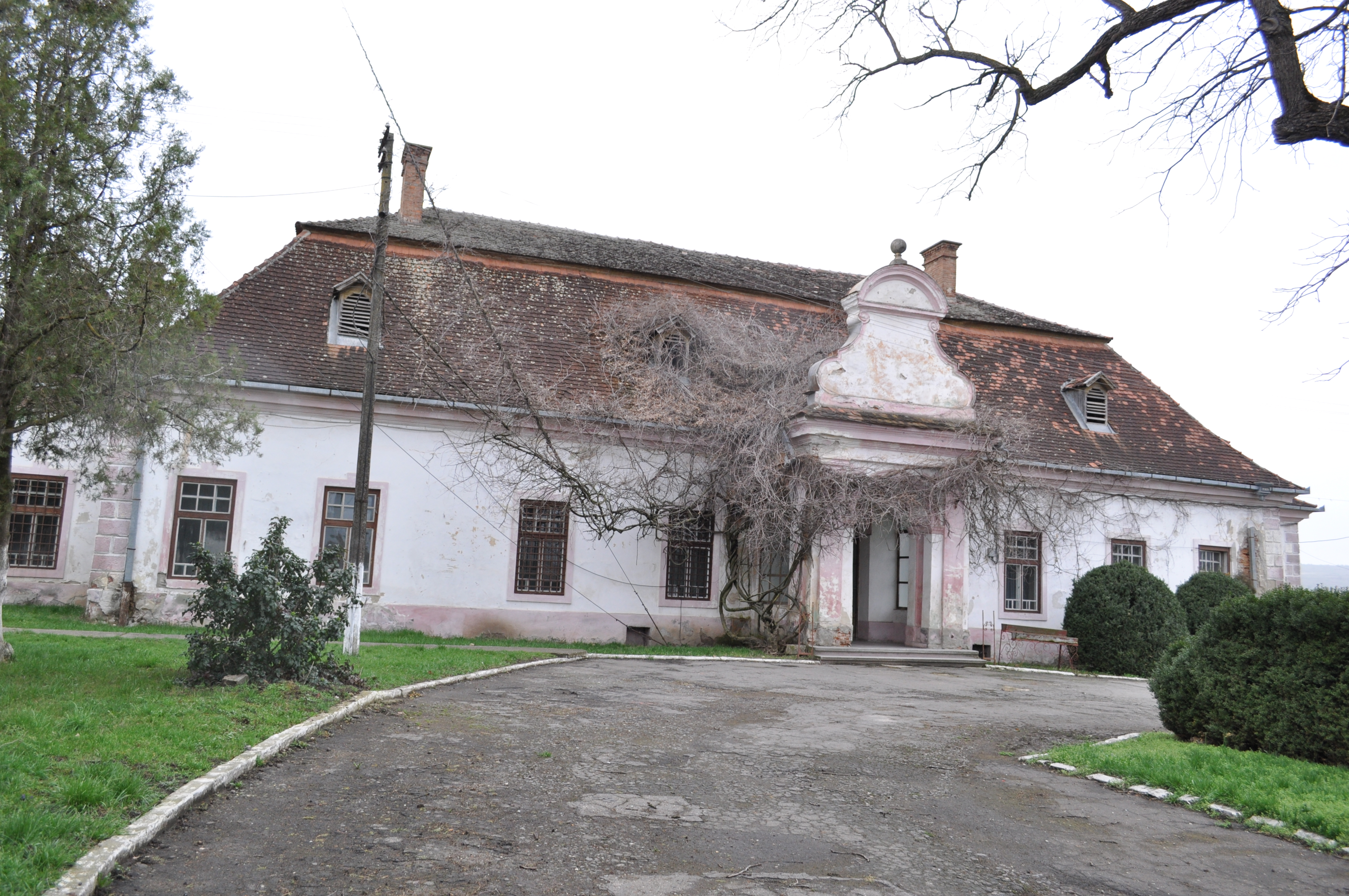